# Мађарска на Европском првенству у атлетици на отвореном 2014.
Мађарска је учествовала на Европском првенству у атлетици на отвореном 2014. одржаном у Цириху од 12. до 17. августа. Ово је било двадест прво Европско првенство у атлетици у дворани на којем је Мађарска учествовала. Није учествовала 1950. године. Репрезентацију Мађарске представљало је 27 спортиста (15 мушкараца и 12 жена) који су се такмичили у 14 дисциплина (9 мушких и 7 женских).
На овом првенству Мађарска је делила тринаесто место по броју освојених медаља са 2 медаље (1 златна и 1 бронзана). Поред освојених медаља остварени су и следећи резултати: 4 национална рекорда и 5 личних рекорда и остварен је 1 набољи европски  резултата сезоне и 12 најбоља лична резултата сезоне. У табели успешности према броју и пласману такмичара који су учествовали у финалним такмичењима (првих 8 такмичара) Мађарска је са 3 учесника у финалу заузела 21. место са 17 бодова.
| Пл. | Земља    | 1. место | 2. место | 3. место | 4. место | 5. место | 6. место | 7. место | 8. место | Бр. фин. | Бодови |
| --- | -------- | -------- | -------- | -------- | -------- | -------- | -------- | -------- | -------- | -------- | ------ |
| 21. | Мађарска | 1-8      | 1-7      | -        | -        | -        | -        | 1-2      | -        | 3        | 17     |

## Учесници
| Мушкарци: - Móricz Bálint — 400 м - Тамаш Кази — 800 м - Балаш Баји — 110 м препоне - Данијел Киш — 110 м препоне - Máté Koroknai — 400 м препоне - Tibor Koroknai — 400 м препоне - Алберт Минцер — 3.000 м препреке - Мате Хелебрант — 20 км ходање - Шандор Рац — 20 км ходање - Золтан Кеваго — Бацање диска - Róbert Szikszai — Бацање диска - Кристијан Парш — Бацање кладива - Акош Худи — Бацање кладива - Németh Kristóf — Бацање кладива - Атила Живоцки — Десетобој | Жене: - Ева Каптур — 200 м - Софија Ердељи — 10.000 м - Кристина Пап — 10.000 м - Викторија Мадарас — 20 км ходање - Барбара Сабо — Скок увис - Fanni Schmelcz — Скок удаљ - Анита Мартон — Бацање кугле - Река Ђурац — Бацање кладива - Ева Орбан — Бацање кладива - Фружина Фертиг — Бацање кладива - Ксенија Крижан — Седмобој - Ђерђи Живоцки-Фаркаш — Седмобој |  |

## Освајачи медаља (2)

### Злато (1)
- Кристијан Парш — бацање кладива

### Бронза (1)
- Анита Мартон — бацање кугле

## Резултати

### Мушкарци
| Атлетичар       | Дисциплина       | Лични рекорд | Квалификације     | Квалификације     | Полуфинале            | Полуфинале           | Финале               | Финале       | Детаљи |
| Атлетичар       | Дисциплина       | Лични рекорд | Резултат          | Место             | Резултат              | Место                | Резултат             | Место        | Детаљи |
| --------------- | ---------------- | ------------ | ----------------- | ----------------- | --------------------- | -------------------- | -------------------- | ------------ | ------ |
| Móricz Bálint   | 400 м            | 46,63        | 47,04             | 7. у гр. 1        | Није се квалификовао  | Није се квалификовао | Није се квалификовао | 35 / 40      |        |
| Тамаш Кази      | 800 м            | 1:45,37 НР   | 1:48,05 кв        | 4. у гр. 2        | 1:48,04               | 5. у гр. 2           | Није се квалификовао | 11 / 34      |        |
| Балаш Баји      | 110 м препоне    | 13,36        | 13,37 КВ, ЛРС     | 2. у гр. 3        | 13,31 КВ, НР          | 2. у гр. 2           | 13,29 НР             | 4 / 30 (32)  |        |
| Данијел Киш     | 110 м препоне    | 13,32 НР     | 13,64 ЛРС         | 6. у гр. 4        | Није се квалификовао  | Није се квалификовао | Није се квалификовао | 20 / 30 (32) |        |
| Máté Koroknai   | 400 м препоне    | 50,35        | 50,33 КВ, ЛР      | 3. у гр. 2        | 50,95                 | 8. у гр. 2           | Није се квалификовао | 22 / 36      |        |
| Tibor Koroknai  | 400 м препоне    | 50,25        | 50,84             | 6. у гр. 3        | Није се квалификовао  | Није се квалификовао | Није се квалификовао | 25 / 36      |        |
| Алберт Минцер   | 3.000 м препреке | 8:27,49      | 9:32,13           | 14. у гр. 2       |                       |                      | Није се квалификовао | 27 / 27 (28) |        |
| Мате Хелебрант  | 20 км ходање     | 1:22:39      |                   |                   |                       |                      | 1:27:54              | 25 / 28 (34) |        |
| Шандор Рац      | 20 км ходање     | 1:23:54      | Није завршио трку | Није завршио трку |                       |                      |                      |              |        |
| Золтан Кеваго   | Бацање диска     | 69,95        | 61,14             | 6. у гр. А        |                       |                      | Није се квалификовао | 14 / 26 (30) |        |
| Róbert Szikszai | Бацање диска     | 63,20        | Без пласмана      | Без пласмана      | Није се квалификовао  | Није се квалификовао |                      |              |        |
| Кристијан Парш  | Бацање кладива   | 82,49        | 74,44 кв          | 5. у гр. А        | 82,69 ЕРС, ЛР         |                      |                      |              |        |
| Акош Худи       | Бацање кладива   | 76,93        | 72,53             | 4. у гр. Б        | Нису се квалификовали | 14 / 21 (22)         |                      |              |        |
| Németh Kristóf  | Бацање кладива   | 76,45        | 73,33             | 8. у гр. Б        | Нису се квалификовали | 16 / 21 (22)         |                      |              |        |

#### Десетобој
| Дисциплина    | Атила Живоцки Архивирано на веб-сајту (14. јануар 2016) | Атила Живоцки Архивирано на веб-сајту (14. јануар 2016) | Атила Живоцки Архивирано на веб-сајту (14. јануар 2016) | Атила Живоцки Архивирано на веб-сајту (14. јануар 2016) | Атила Живоцки Архивирано на веб-сајту (14. јануар 2016) | Атила Живоцки Архивирано на веб-сајту (14. јануар 2016) |
| Дисциплина    | Лич. рек.                                               | Резултат                                                | Бод.                                                    | Плас.                                                   | Укупно                                                  | Плас.                                                   |
| ------------- | ------------------------------------------------------- | ------------------------------------------------------- | ------------------------------------------------------- | ------------------------------------------------------- | ------------------------------------------------------- | ------------------------------------------------------- |
| 100 м         | 10,90                                                   | 11,52                                                   | 748                                                     | 25                                                      |                                                         |                                                         |
| Скок удаљ     | 7,31                                                    | 6,65                                                    | 732                                                     | 24                                                      | 1.480                                                   | 24.                                                     |
| Бацање кугле  | 15,96                                                   | 15,56 ЛРС                                               | 824                                                     | 1                                                       | 2.304                                                   | 23.                                                     |
| Скок увис     | 2,22                                                    | 2,04                                                    | 840                                                     | 7                                                       | 3.144                                                   | 19.                                                     |
| 400 м         | 47,93                                                   | 51,09                                                   | 765                                                     | 22                                                      | 4.059                                                   | 13.                                                     |
| 110 м препоне | 14,01                                                   | 15,26 =ЛРС                                              | 818                                                     | 22                                                      | 4.728                                                   | 22.                                                     |
| Бацање диска  | 49,58                                                   | 44,82 ЛРС                                               | 763                                                     | 6                                                       | 5.491                                                   | 21.                                                     |
| Скок мотком   | 4,90                                                    | 4,40                                                    | 731                                                     | 18                                                      | 6.222                                                   | 20.                                                     |
| Бацање копља  | 66,79                                                   | 57,40                                                   | 699                                                     | 15                                                      | 6.921                                                   | 18.                                                     |
| 1500 м        | 4:20,94                                                 | 4:33,04 ЛРС                                             | 725                                                     | 8                                                       |                                                         |                                                         |
| Десетобој     | 8.554                                                   |                                                         |                                                         |                                                         | 7.646                                                   | 17 / 19 (25)                                            |

### Жене
| Атлетичарка       | Дисциплина     | Лични рекорд | Квалификације | Квалификације | Полуфинале            | Полуфинале            | Финале                | Финале        | Детаљи |
| Атлетичарка       | Дисциплина     | Лични рекорд | Резултат      | Место         | Резултат              | Место                 | Резултат              | Место         | Детаљи |
| ----------------- | -------------- | ------------ | ------------- | ------------- | --------------------- | --------------------- | --------------------- | ------------- | ------ |
| Ева Каптур        | 200 м          | 23,33        | 24,07         | 6. у гр. 1    | Није се квалификовала | Није се квалификовала | Није се квалификовала | 29 / 35       |        |
| Софија Ердељи     | 10.000 м       | 32:47,96     |               |               |                       |                       | 33:41,72              | 21 / 24 (26)  |        |
| Кристина Пап      | 10.000 м       | 31:46,47     | 32:32,62 ЛРС  | 9 / 24 (26)   |                       |                       |                       |               |        |
| Викторија Мадарас | 20 км ходање   | 1:33:21      | 1:30:57 ЛР    | 12 / 25 (29)  |                       |                       |                       |               |        |
| Барбара Сабо      | Скок увис      | 1,91         | 1,85          | 10. у гр. А   |                       |                       | Нису се квалификовале | =17 / 22 (23) |        |
| Fanni Schmelcz    | Скок удаљ      | 6,56         | 5,90          | 12. у гр. А   | 26 / 27 (28)          |                       | Нису се квалификовале |               |        |
| Анита Мартон      | Бацање кугле   | 18,48        | 17,36 кв      | 6.            | 19,04 НР              |                       |                       |               |        |
| Река Ђурац        | Бацање кладива | 67,32        | 62,14         | 10. у гр. А   | Није се квалификовала | 20 / 22 (25)          |                       |               |        |
| Ева Орбан         | Бацање кладива | 73,44 НР     | 70,48 КВ      | 3. у гр. Б    | Без пласмана          | Без пласмана          |                       |               |        |
| Фружина Фертиг    | Бацање кладива | 67,02        | 65,46         | 8. у гр. Б    | Није се квалификовала | 15 / 22 (25)          |                       |               |        |

#### Седмобој
| Дисциплина    | Ксенија Крижан | Ксенија Крижан | Ксенија Крижан | Ксенија Крижан | Ксенија Крижан | Ксенија Крижан |
| Дисциплина    | Лич. рек.      | Резултат       | Бод.           | Плас.          | Укупно         | Плас.          |
| ------------- | -------------- | -------------- | -------------- | -------------- | -------------- | -------------- |
| 100 м препоне | 13,76          | 13,59 ЛР       | 1.037          | 8              |                |                |
| Скок увис     | 1,81           | 1,79           | 966            | 10             | 2.003          | 11.            |
| Бацање кугле  | 14,32          | 14,17          | 805            | 7              | 2.808          | 7.             |
| 200 м         | 25,22          | 25,37          | 853            | 16             | 3.661          | 9.             |
| Скок удаљ     | 6,18           | 6,01 ЛРС       | 853            | 14             | 4.514          | 11.            |
| Бацање копља  | 50,52          | 43,58          | 736            | 15             | 5.250          | 11.            |
| 800 м         | 2:13,05        | 2:14,07        | 906            | 7              |                |                |
| Седмобој      | 6.317          |                |                |                | 6.156          | 9 / 20 (24)    |

| Дисциплина    | Ђерђи Живоцки-Фаркаш | Ђерђи Живоцки-Фаркаш | Ђерђи Живоцки-Фаркаш | Ђерђи Живоцки-Фаркаш | Ђерђи Живоцки-Фаркаш | Ђерђи Живоцки-Фаркаш |
| Дисциплина    | Лич. рек.            | Резултат             | Бод.                 | Плас.                | Укупно               | Плас.                |
| ------------- | -------------------- | -------------------- | -------------------- | -------------------- | -------------------- | -------------------- |
| 100 м препоне | 13,97                | 14,06 ЛРС            | 970                  | 16                   |                      |                      |
| Скок увис     | 1,83                 | 1,82 ЛРС             | 1.003                | 7                    | 1.973                | 13.                  |
| Бацање кугле  | 13,90                | 13,60                | 767                  | 12                   | 2,740                | 11.                  |
| 200 м         | 25,43                | 25,87                | 809                  | 20                   | 3.549                | 17.                  |
| Скок удаљ     | 6,32                 | 5,94                 | 831                  | 17                   | 4.380                | 15.                  |
| Бацање копља  | 49,23                | 50,73 ЛР             | 874                  | 6                    | 5.254                | 10.                  |
| 800 м         | 2:14,33              | 2:14,68 ЛРС          | 897                  | 8                    |                      |                      |
| Седмобој      | 6.269                |                      |                      |                      | 6.151 ЛРС            | 10 / 20 (24)         |